# Horno de tierra

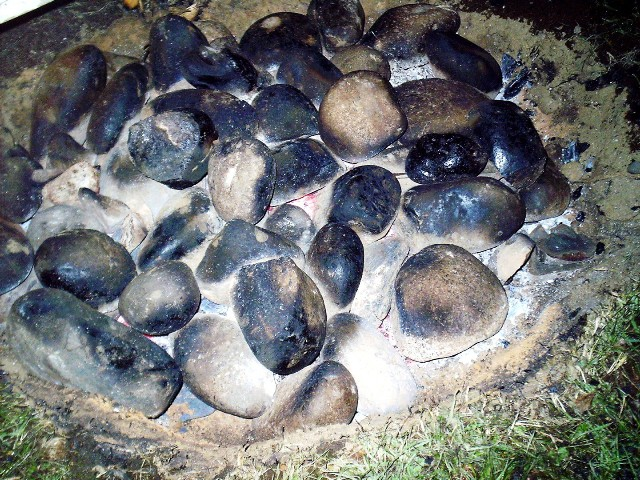
Preparación de un curanto, se observan las piedras que han sido calentadas en un hoyo en espera de colocar: los mariscos, las sucesivas capas de hojas y alimentos y los tepes y tierra para cubrir.

Un horno de tierra o pozo de cocción es una de las estructuras de cocción más simples y antiguas (no confundir con el horno de ladrillos y argamasa). En su forma más elemental, un horno de tierra consiste de un pozo en el suelo que se utiliza como una trampa para atrapar calor y hornear, ahumar o cocer al vapor alimentos. Los hornos de tierra han sido utilizados en numerosos sitios y culturas en el pasado, y la presencia de estos pozos de cocción es un claro signo de un asentamiento humano a menudo investigado por arqueólogos, y ha llegado hasta nuestros días como una forma común de cocer grandes cantidades de alimentos cuando no se cuenta con otro equipamiento.
Para hornear alimentos, se prende un fuego, luego se deja que se consuma hasta dejar las cenizas, y se colocan los alimentos en el horno y se los cubre (por ejemplo este método se puede utilizar para hornear pan, y en algunas culturas ha sido utilizado por los soldados durante expediciones militares). Para cocer al vapor se procede de manera similar; se cubren las rocas calentadas por el fuego en un pozo con vegetación verde, grandes cantidades de alimentos, otra capa de vegetación verde (y a veces agua), y finalmente la capa final de tierra. La comida tarda varias horas en cocerse sea tanto mediante métodos secos o húmedos.
En la actualidad, los hornos de tierra son utilizados por numerosas comunidades, por lo menos durante ceremonias o celebraciones: el  de los indígenas de Fiyi, el luau de los nativos de Hawái, el hāngi de los maoríes, el curanto del sur de Chile y el cocido de mariscos de Nueva Inglaterra. El tandur de Asia Central, utilizado preferentemente para horneado sin cubrir al fuego vivo, en lo que constituye un diseño de transición entre el horno de tierra y el horno de argamasa de diseño horizontal, esencialmente un horno permanente de tierra fabricado con yeso o ladrillos con un fuego permanente muy caliente en su zona inferior. En tiempos modernos, a veces los hornos de tierra son utilizados para cocinar al aire libre y comidas recreacionales en vez de fogatas abiertas.

## El Pacífico

Un horno de tierra maorí.

El cocido utilizando hornos de tierra era una práctica muy común en el pasado y la misma es aún utilizada en el presente, sobre todo en ocasiones especiales.
En los idiomas de la Polinesia y Melanesia fuertemente relacionados entre sí, el vocablo utilizado es umu, de la raíz proto-oceánica *qumun: por ejemplo; ʻumu en tongano , umu hāngi en maorí , hawaiano imu, samoano, y maorí de las Islas Cook. En algunas zonas del Pacífico no polinesias, parte-polinesias y micronesias, los idiomas son más diversos y cada idioma cuenta con su término propio: en fiyiano es lovo y, en rotumano, se lo denomina koua. En Papúa Nueva Guinea, mumu —tomado prestado de la Polinesia— es utilizado por aquellos que hablan en tok pisin e inglés, pero cada uno de los cientos de idiomas locales papúes posee su palabra propia.
En el español chileno este método de cocción se denomina "curanto", vocablo originado en el mapudungún, pues kurantu significa "pedregal". En este país sudamericano existe una receta propia de la Isla de Pascua, denominada 'umu en el idioma polinesio local y un curanto con raíces en el archipiélago de Chiloé que se prepara en el sur del país y se ha extendido hacia Argentina. Aparte de estas dos preparaciones, se postula que los habitantes prehispánicos del litoral central y austral ya utilizaban este método de cocción desde hace algunos milenios.

## Europa
Aunque no se cree que estuvieran muy difundidos los hornos de tierra fueron utilizados en Europa a partir del período neolítico como por ejemplo se observa en los sitios de Rinyo y Links de Notland en las Orcadas, pero se los ha descubierto más asiduamente en sitios que se remontan a la Edad de Bronce y de Hierro tales como Trethellan Farm y Maiden Castle, Dorset. Los ejemplos de estos períodos varían en su forma pero por lo general se asemejan a cuencos y poseen escasa profundidad (30-45 cm) con un diámetro de 0.5 a 2 metros. En la gastronomía griega, existe una tradición de preparar platillos kleftiko ("al estilo bandido"), que se remonta a los partisanos contrarios a los turcos durante la guerra griega de independencia, en esta modalidad la comida es envuelta en yeso y es cocida en un pozo cubierto, según se cree para evitar ser detectados por las fuerzas turcas.

## Procedimiento
En Chiloé, sur de Chile, se realiza un curanto siguiendo el siguiente procedimientos milenario de los hornos de tierra.

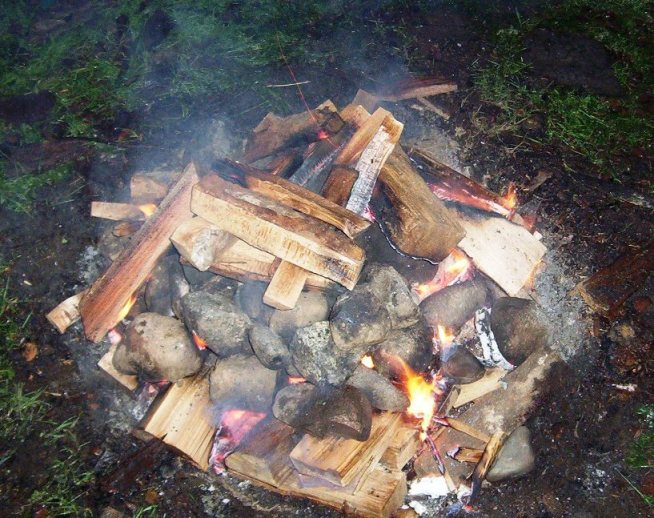
Se reúne leña seca…
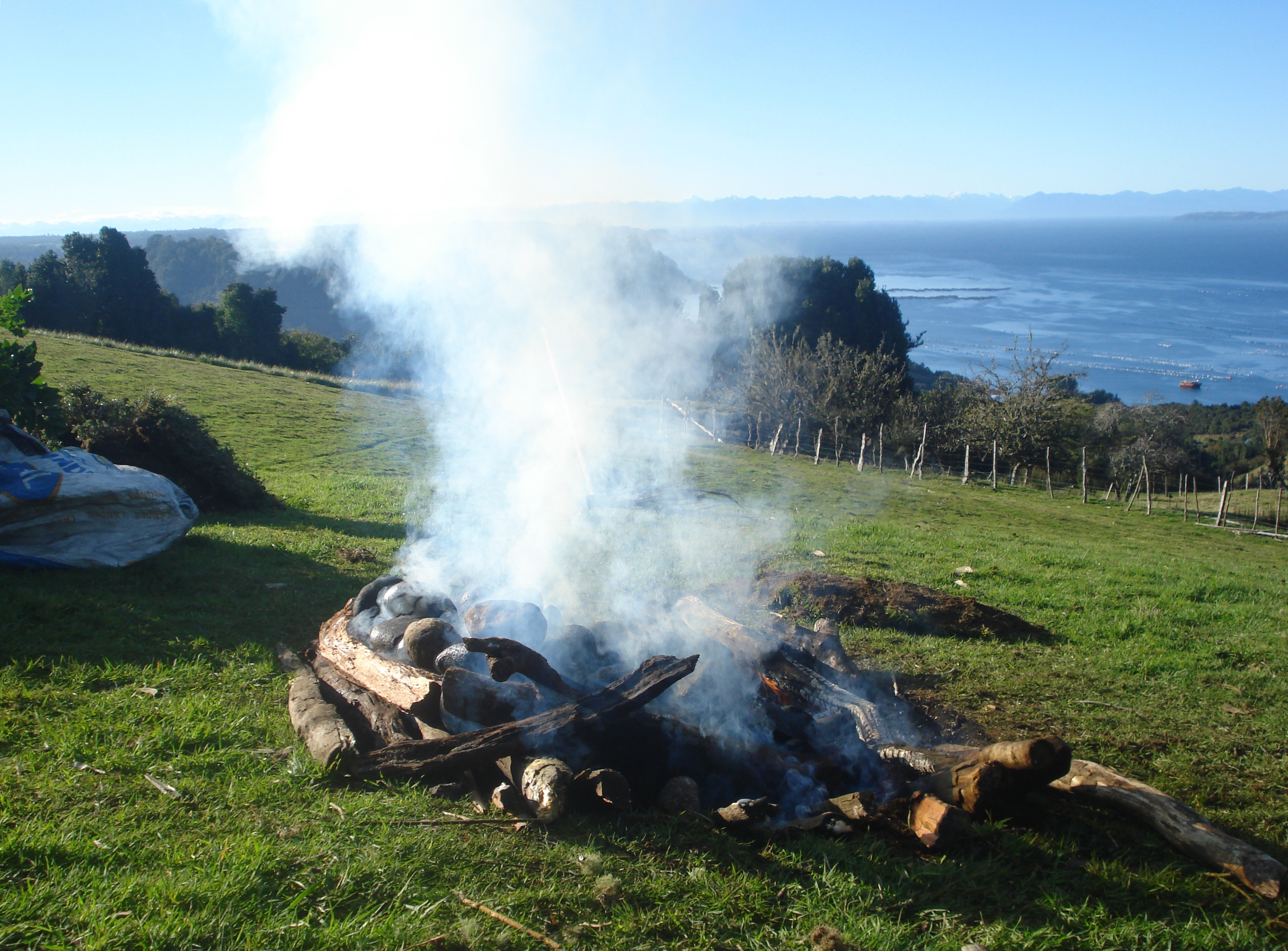
se enciende sobre las piedras…
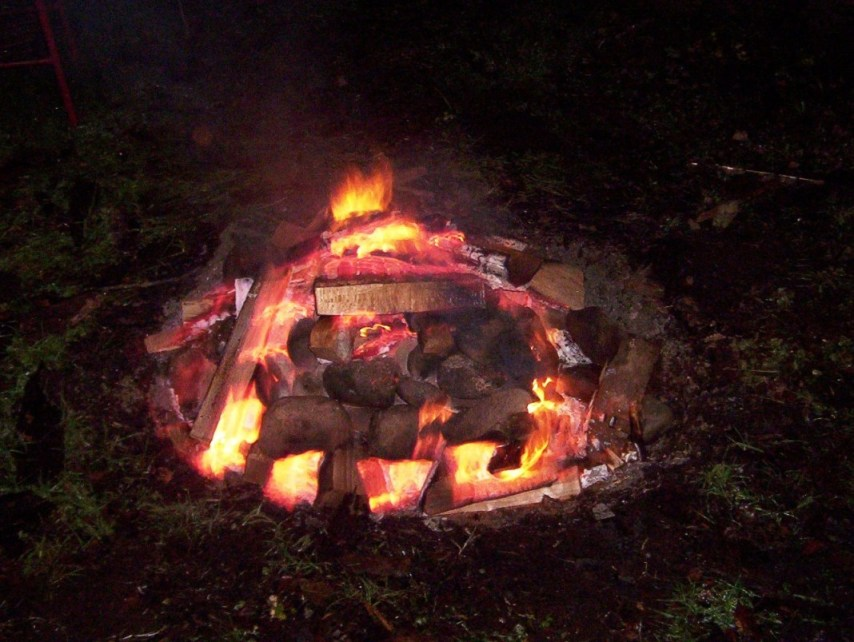
se espera que caliente las piedras…
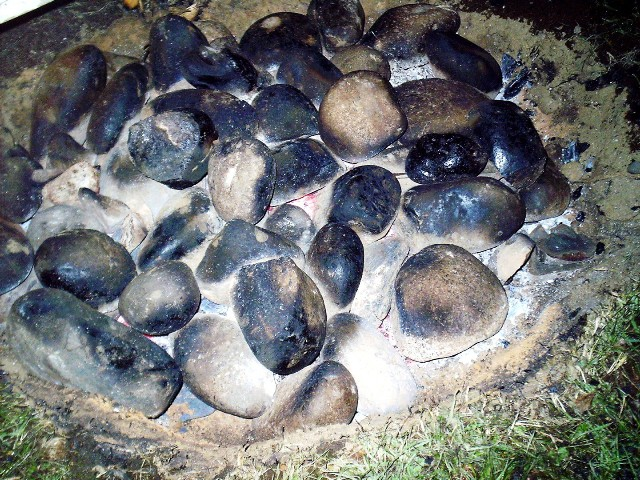
se retiran las brasas…
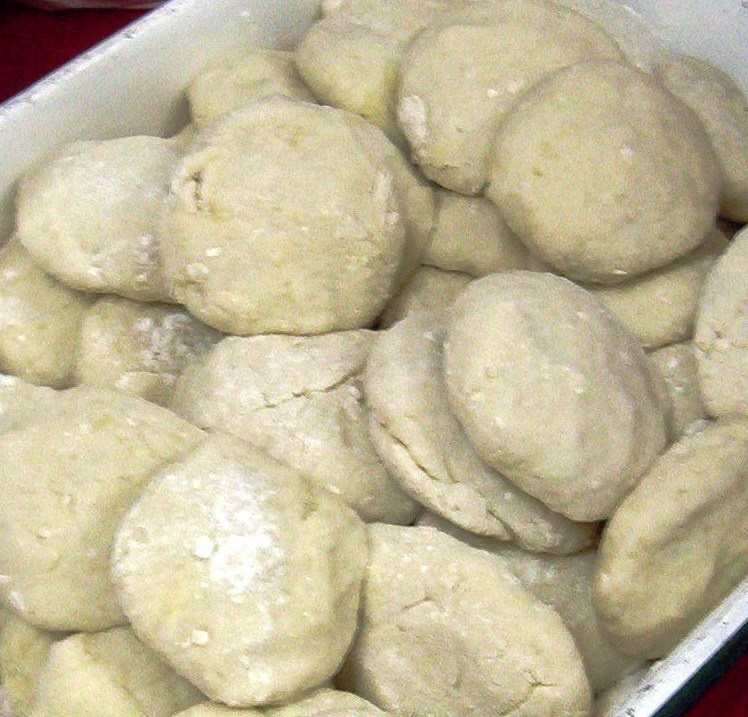
se ponen los productos sobre las piedras…
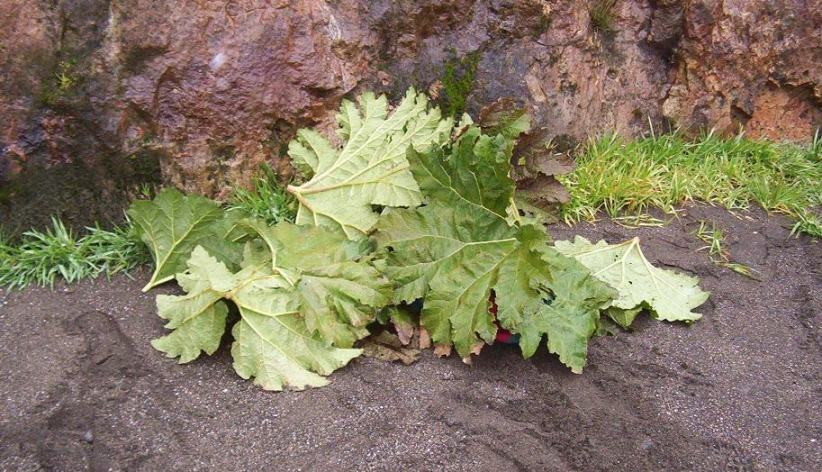
se tapan con pangues, las hojas de Gunnera tinctoria…
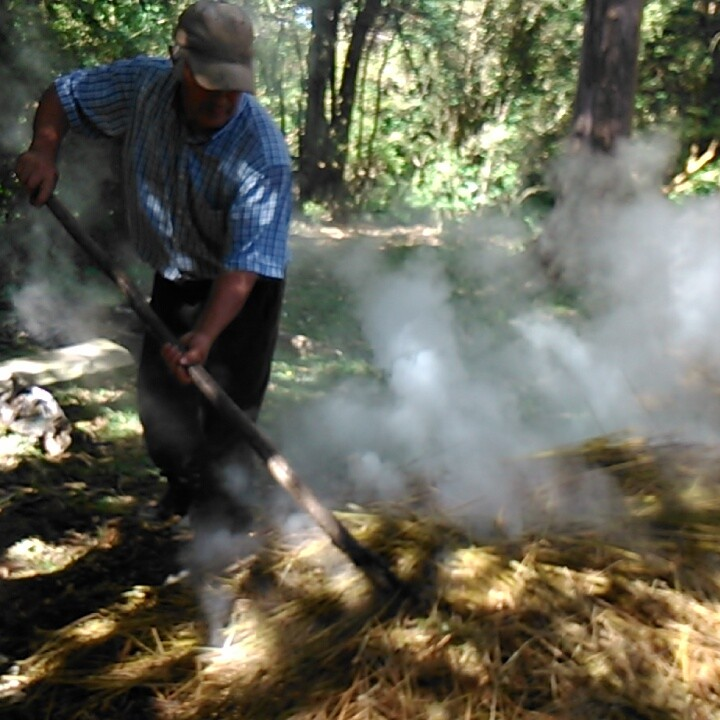
se tapa con tierra…
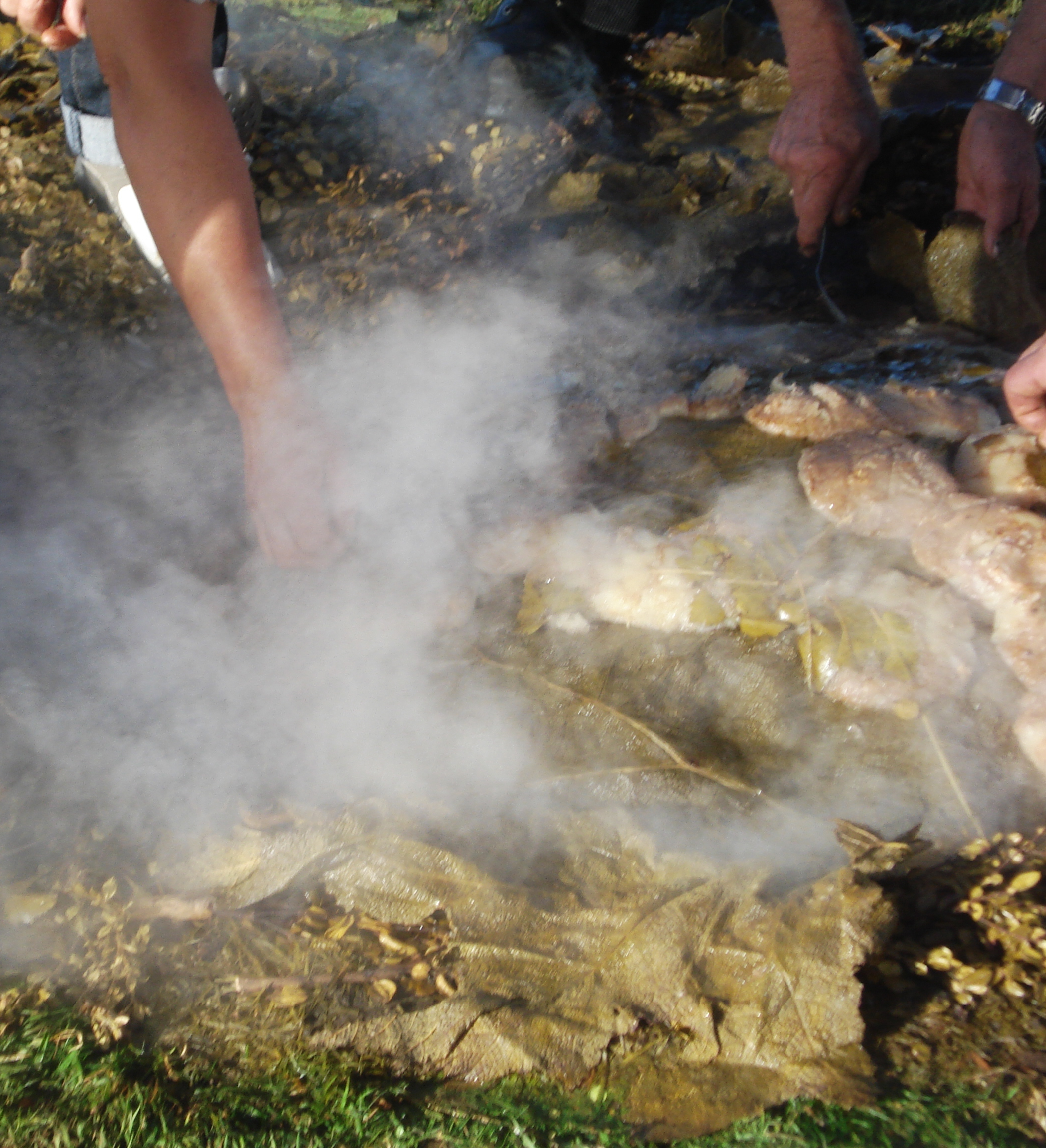
se espera…
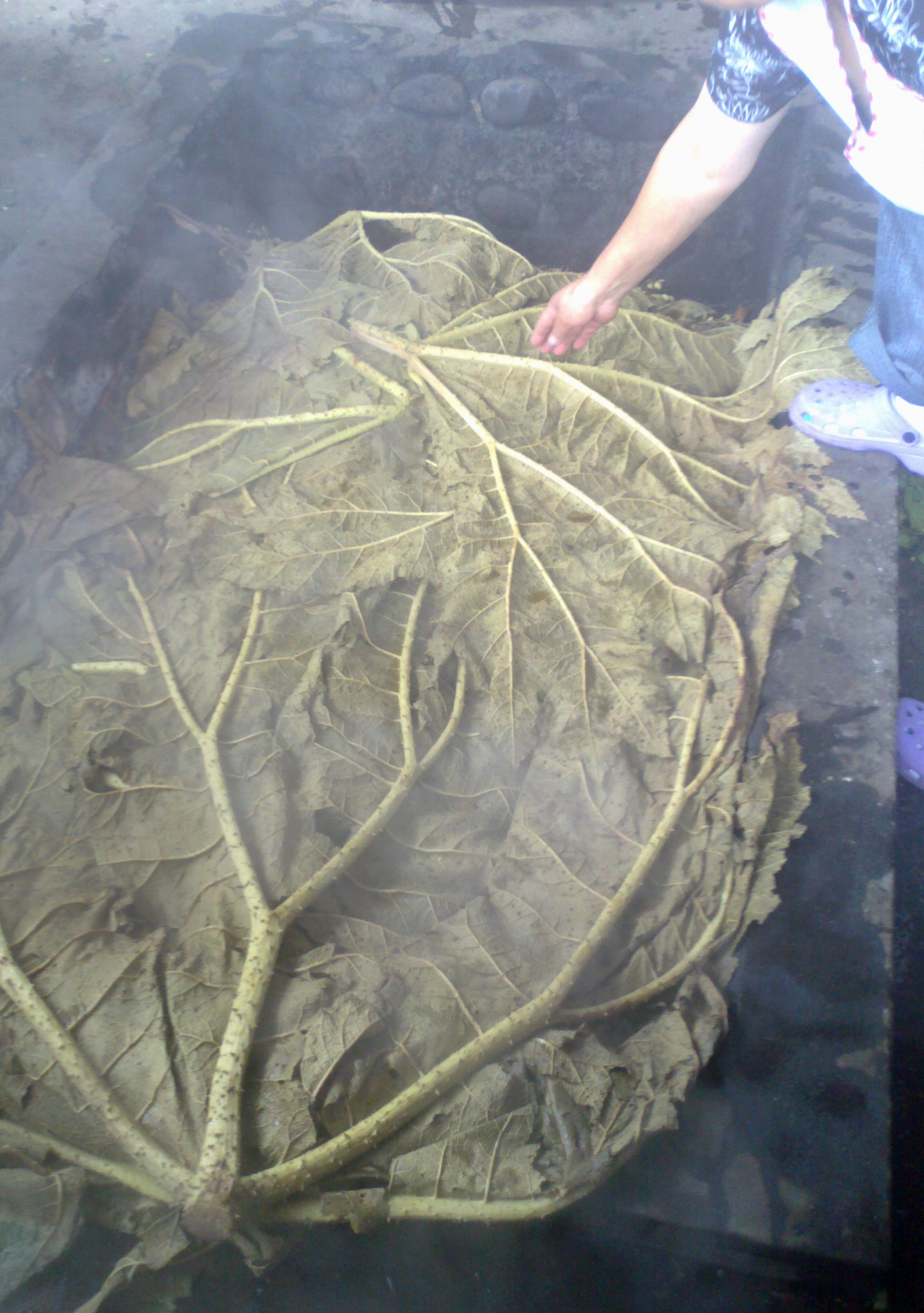
se comienza a destapar…
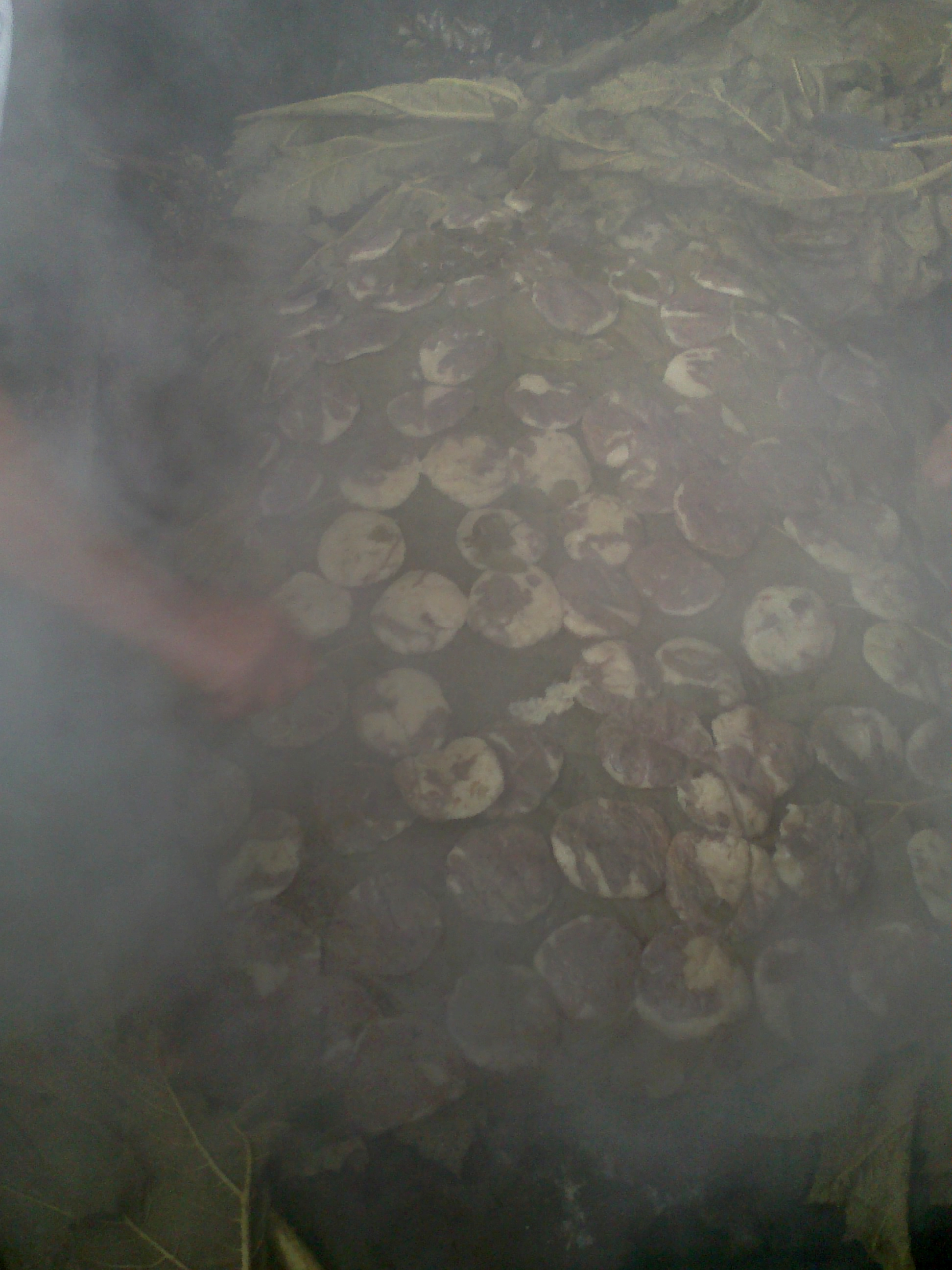
se sacan los productos cocinados por cada capa…
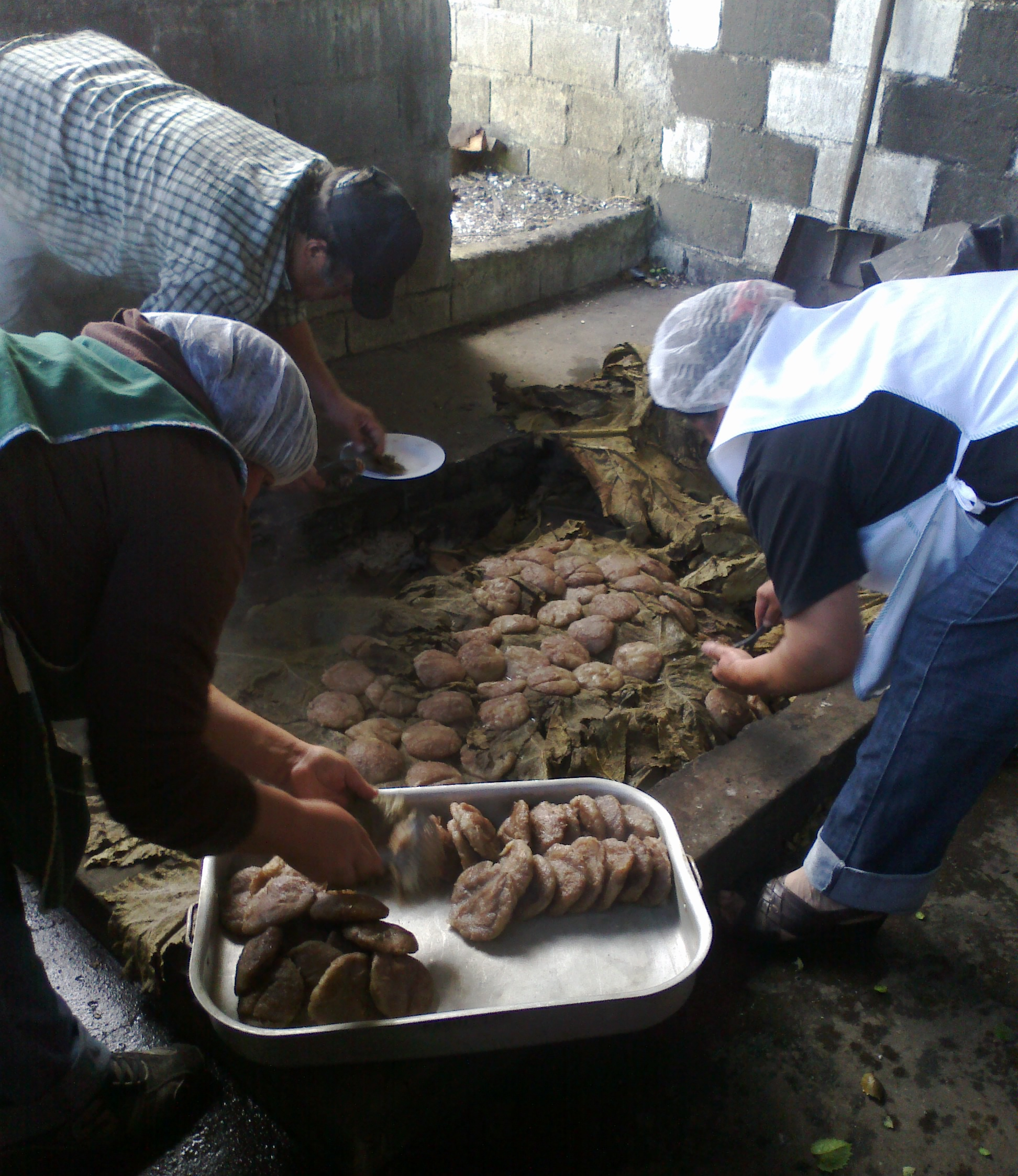
se retira cada capa de productos…
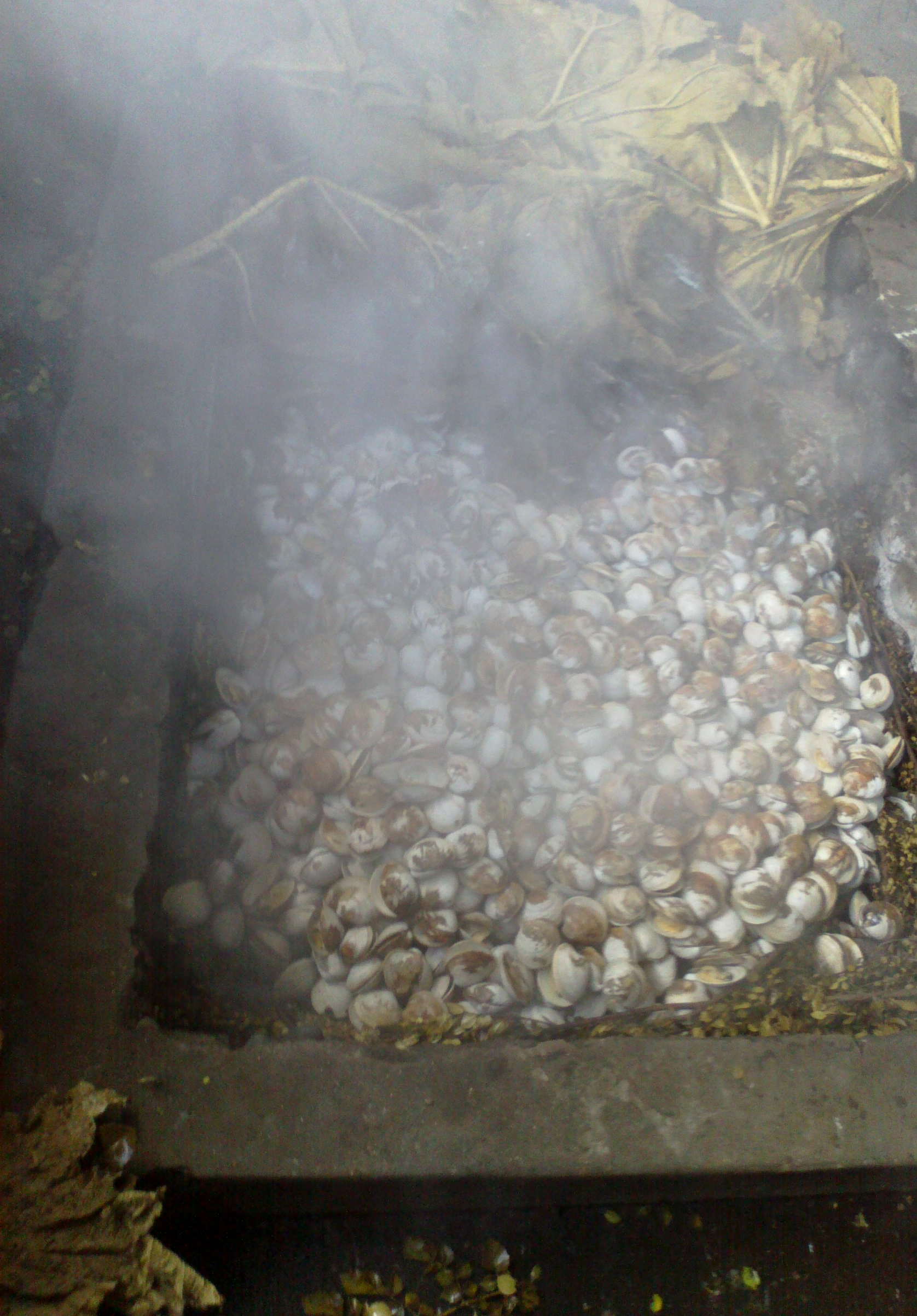
finalmente, la última capa (comúnmente de mariscos y carnes).